# Ivana Gakidova
Ivana Gakidova (în macedoneană Ивана Гакидова; n. 27 februarie 1995, Skopje, Macedonia de Nord) este o handbalistă din Macedonia de Nord care evoluează pe postul de pivot pentru clubul românesc CSM Slatina și echipa națională a Macedoniei de Nord.
Alături de Konyaaltı BSK, Gakidova a câștigat ediția 2022-23 a Cupei Europene, competiția care a înlocuit Cupa Challenge.

## Palmares
- Liga Campionilor:
  -  Medalie de bronz (Turneul Final Four): 2015
  - Calificări: 2011, 2012

- Cupa Cupelor:
  - Optimi de finală: 2012

- Cupa EHF:
  - Optimi de finală: 2011
  - Turul 3: 2015, 2016

- Cupa Europeană:
  -  Câștigătoare: 2023
  - Optimi de finală: 2021
  - Turul 3: 2024

- Campionatul Macedoniei de Nord:
  -  Câștigătoare: 2011, 2012, 2015

- Cupa Macedoniei de Nord:
  -  Câștigătoare: 2011, 2012, 2015

- Liga Regională de Handbal Feminin:
  -  Medalie de argint: 2012

- Campionatul Cehiei:
  -  Câștigătoare: 2016

- Cupa Cehiei:
  -  Câștigătoare: 2016

- Liga Internațională de Handbal Feminin:
  -  Medalie de bronz: 2016

- Campionatul Serbiei:
  -  Medalie de argint: 2021

- Cupa Serbiei:
  -  Finalistă: 2021

- Supercupa Serbiei:
  -  Finalistă: 2021

- Campionatul Turciei:
  -  Medalie de argint: 2023
  -  Medalie de bronz: 2024

- Cupa Turciei:
  -  Câștigătoare: 2024

- Supercupa Turciei:
  -  Finalistă: 2022